# FOUR SEASONS (THE YELLOW MONKEYのアルバム)
『FOUR SEASONS』（フォー・シーズンズ）は、日本のロックバンド、THE YELLOW MONKEYの5枚目のオリジナルアルバム。
1995年11月1日に日本コロムビア・トライアドレーベルよりリリースされた。2000年8月19日に廉価盤が、2013年12月4日にリマスター盤（Blu-spec CD2）がそれぞれ発売された。

## 解説
- 初の海外（ロンドン）レコーディングであり、バンド初のオリコンアルバムチャート1位を獲得した作品。所属事務所はデモテープを聴いた段階でヒットを確信し、新車をオーダーしていたという[1]。
- 吉井は本作のテーマとして、アルバムタイトル曲の『Four Seasons』の冒頭の歌詞である「まず僕は壊す」をあげており、「殻に閉じこもっている自分を壊してしまおう」という意味が込められていると語っている[1]。
- 吉井曰く、本作では「わかりやすい言葉」「日記のような歌詞」を心がけたと語っており、本作のコンセプトでもあると語っている[2]。
- ジャケットはロンドンのロイズビルで撮影された。吉井は「U2の『アクトン・ベイビー』のジャケットの雰囲気をアートワークで表現したかったが、今見ると全然違う」と語っている[3]。
- 初回限定盤はフォトカード入りスペシャルパッケージ。
- 本作リリース後、シングル「JAM/Tactics」、「SPARK」をリリースした後、バンドはレコード会社をファンハウスへ移籍。トライアド在籍最後のオリジナルアルバムとなった。

## 参加ミュージシャン
- 吉井和哉 - ボーカル、ギター、パーカッション
- 菊地英昭 - ギター
- 廣瀬洋一 - ベース
- 菊地英二 - ドラムス
- 三国義貴 - キーボード
- 松本晃彦 - キーボード (#9)
- REBECCA LEIGH-WHITE & JORDAN BAILEY - バッキングボーカル
- SIMON SHERIDAN - Massage from the sky (#11)

## 収録曲
| 全作詞: 吉井和哉。 |                                     |           |                    |                                                |      |
| #                  | タイトル                            | 作詞      | 作曲               | 編曲                                           | 時間 |
| 1.                 | 「Four Seasons」                    | 吉井和哉  | 吉井和哉           | THE YELLOW MONKEY                              | 4:50 |
| 2.                 | 「Overture〜太陽が燃えている」      | 吉井和哉  | 吉井和哉           | THE YELLOW MONKEY                              | 5:35 |
| 3.                 | 「I Love You Baby」                 | 吉井和哉  | 吉井和哉           | THE YELLOW MONKEY                              | 3:52 |
| 4.                 | 「Tactics」                         | 吉井和哉  | 吉井和哉           | THE YELLOW MONKEY                              | 4:28 |
| 5.                 | 「ピリオドの雨」                    | 吉井和哉  | 吉井和哉           | THE YELLOW MONKEY                              | 6:40 |
| 6.                 | 「Love Sauce」                      | 吉井和哉  | 廣瀬洋一・吉井和哉 | THE YELLOW MONKEY                              | 4:04 |
| 7.                 | 「Sweet & Sweet」                   | 吉井和哉  | 吉井和哉           | THE YELLOW MONKEY                              | 3:34 |
| 8.                 | 「月の歌」                          | 吉井和哉  | 吉井和哉           | THE YELLOW MONKEY                              | 5:16 |
| 9.                 | 「追憶のマーメイド」(Album Version) | 吉井和哉  | 吉井和哉           | THE YELLOW MONKEY in association with 松本晃彦 | 4:00 |
| 10.                | 「Father」                          | 吉井和哉  | 吉井和哉           | THE YELLOW MONKEY                              | 4:59 |
| 11.                | 「空の青と本当の気持ち」            | 吉井和哉  | 菊地英昭           | THE YELLOW MONKEY                              | 5:37 |
| 合計時間:          | 合計時間:                           | 合計時間: | 合計時間:          | 52:55                                          |      |

### 楽曲解説
1. 「Four Seasons」
アルバムタイトル曲。『THIS IS FOR YOU〜THE YELLOW MONKEY TRIBUTE ALBUM』でフジファブリック がカバーした。メンバーの志村の急逝に際し、吉井は自身のソロライブにおいてフジファブリックver.に近い形のアレンジで同曲を披露した。
Live Loudの初回限定版のDISC2にて､京セラドーム大阪公演のライブテイクが収録されている。
2. 「Overture〜太陽が燃えている」
先行シングル曲。Overtureと題した前奏が追加されており、「太陽が燃えている」というフレーズを繰り返す。シングルバージョンよりもボーカルとギターソロの音がやや抑え目になっている[4]。
3. 「I Love You Baby」
この曲は吉井和哉のライブアルバム「Dragon heard Miracle」にも収録されている。
吉井曰く「この曲は俺なりのヘヴィメタ」[2]。
「SPRING TOUR」から2度目のサビの後の音が静かになっている。
4. 「Tactics」
フジテレビ系アニメ「るろうに剣心 -明治剣客浪漫譚-」のエンディングテーマに起用され、後に「JAM」との両A面9thシングルとしてリリースされた。吉井はこの曲を以前からシングルカットしたがっていたという[4]。
「TOUR '96 FOR SEASON “野性の証明”」以降のライブでは長尺の前奏が追加され、コール＆レスポンスを行うのが定番となっている。
5. 「ピリオドの雨」
この曲は「TOUR 96 FOR SEASONS」以来披露されてなかった(吉井和哉ソロ活動にて「UTANOVA」および「UTANOVA Billboard」にてアコースティックバージョンで披露されている。)が、「Sparkleの惑星X」のBLOCK.3にて再集結後初披露となった。
6. 「Love Sauce」
ベースの廣瀬が初めて作曲した作品。廣瀬は本楽曲に関して、「俺が曲を創るときは、ジーン・シモンズだとかポール・マッカートニーのように、ベースとしても一つの作品になっていて、なおかつ曲としてもいいものを書こうという方向を目指していた。その第一歩としては本当にいい感じでできたと思う」と評価している[5]。
7. 「Sweet & Sweet」
8thシングル「太陽が燃えている」カップリング。ツアー「FOUR SEASONS 野生の証明」から、ギターソロ前のフレーズが伸びている。
8. 「月の歌」
当初は心中をテーマにする予定であり、仮タイトルも「心中」であった。しかし、ディレクターから「この時期に出す曲ではない」と反対され、現在の歌詞とタイトルに変更された[1][6]。レコーディング中、最後まで歌詞が出来上がらなかったという[4]。
9. 「追憶のマーメイド (Album Version)」
7thシングル。アルバム用にロンドンで新たにミックスをし直したもの。ギターのリフの一部とソロが録り直されており、シングルバージョンではあったタンバリンの音がカットされている。
当初、吉井は本楽曲をアルバムに収録しない予定だったが、スタッフより「もし君がユーザーで、アルバムを手にしたときに知っている曲が入っているのと入っていないのと、どっちがいい？」と説得され、収録する運びとなった[5]。吉井は「アルバムバージョンの『追憶のマーメイド』は、『FOUR SEASONS』に入っていて違和感はない」と評価している[5]。
10. 「Father」
吉井の幼い頃に他界した父親への思いが歌われている。メンバーはこの曲を聴いて「こういうテーマの曲が出るとは」と驚いていたという[6]。後に『MOTHER OF ALL THE BEST』に収録された。
11. 「空の青と本当の気持ち」
ギターソロが先にできていたというスローテンポのナンバー。間奏では英語の台詞が入る。『MOTHER OF ALL THE BEST』のDISC1のトリを飾った曲である。『THIS IS FOR YOU〜THE YELLOW MONKEY TRIBUTE ALBUM』で星羅がカバーした。